# 宇都宮正綱 (修理太夫)
宇都宮 正綱（うつのみや まさつな、? - 天正7年（1579年））は、戦国時代の武将で、下野の宇都宮氏と同族である。
伊予国（現愛媛県）高山城主。天正7年（1579年）に長宗我部氏が岡本城に侵攻した際に援軍として三間へ赴き、そこで戦死した。正綱の首級は家臣が、持ち帰り、若宮神社の大松の根本に埋めたという。正綱の廟所は正綱公廟と呼ばれ、西予市が指定史跡となっている。
正綱は槍と馬の名手で黒瀬衆八騎の一人とされ、「宇和郡記」にも「正綱は宇都宮氏にして、武勇衆に勝れたる名士なり、岡本城激戦の時戦死す。」と書かれている。